# 劳卡隆寺

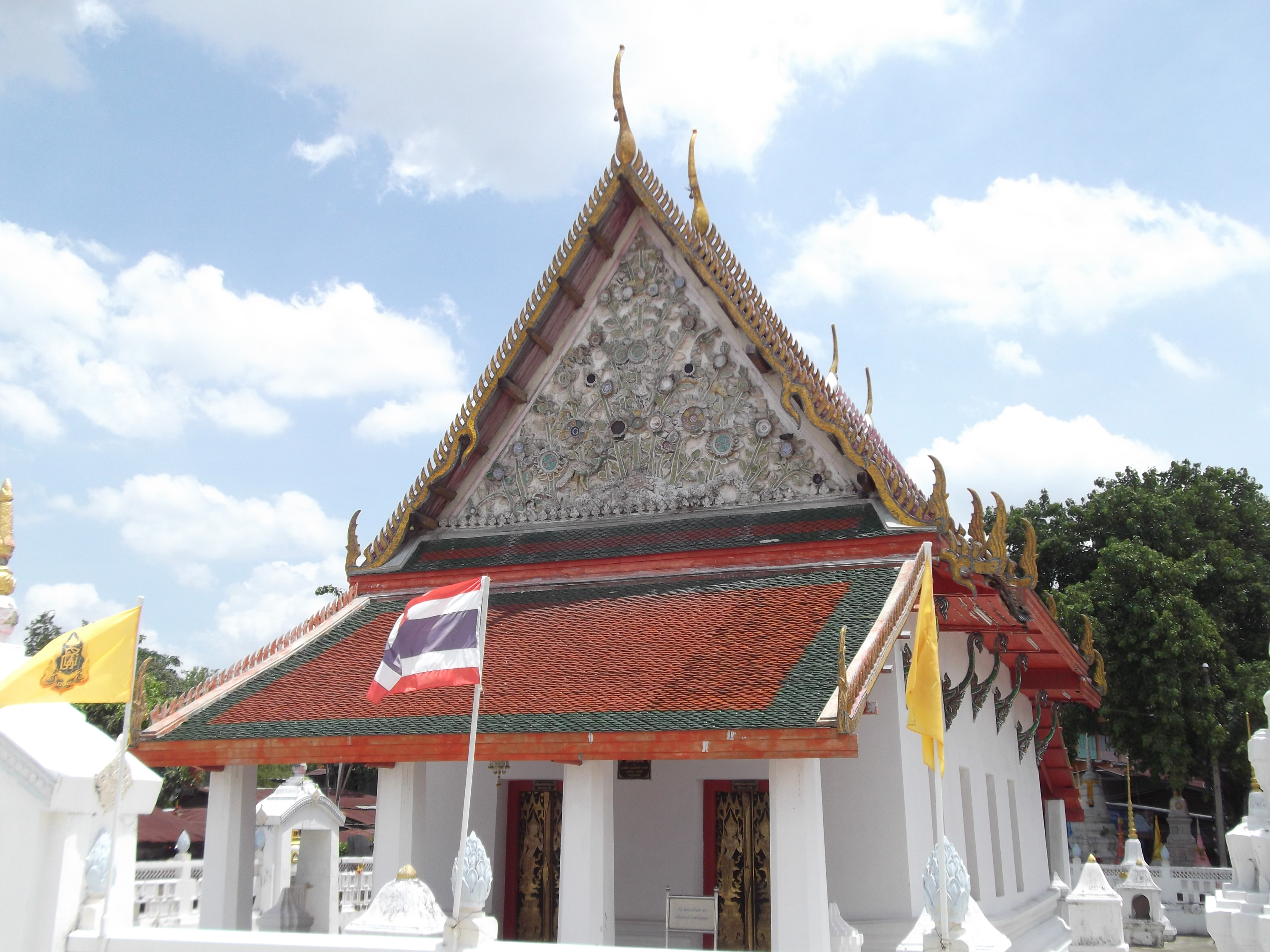
劳卡隆寺。

劳卡隆寺是一座位于泰国曼谷吞武里县劳卡隆的皇家寺庙。

## 历史
寺庙建于1767年左右，建庙者名字不详。
1977年4月1日，宣布成立劳卡隆寺学校，并宣布将劳卡隆寺学校更名为劳卡隆寺中学。